# Siren (cântec)
„Siren” (en.: Sirena) este un cântec compus și interpretat de Robin Juhkental și a reprezentat Estonia la Concursul Muzical Eurovision 2010. Cântecul a câștigat competiția Eesti Laul 2010 pe 12 martie 2010.